# Reli Japan
Reli Japan je natjecanje u reliju koje se održava na otoku Hokkaidō, Japan. Natjecanje je dio FIA Svjetskog prvenstva u reliju, 
Od 2004. do 2007. utrka se odžavala na zavojitim uskim šljunčanim cestama regije Tokachi u blizini grada Obihiro. Sezone 2008. utrka je premještena u područje bliže grada Sapporo.
Prva utrka u kalendaru svjetskog prvenstva je bila sezona 2004., a pobijedio je Petter Solberg. Prije osnivanja Relija Japan na tom području su se od 2002. održavao Reli Hokkaido, koji se je bodovi za FIA natjecanje Azijskopacifičko prvenstvo u reliju. 

## Pobjednici
| Godina        | Vozač            | Automobil                  |
| ------------- | ---------------- | -------------------------- |
| 2004.         | Petter Solberg   | Subaru Impreza S10 WRC '04 |
| 2005.         | Marcus Grönholm  | Peugeot 307 WRC            |
| 2006.         | Sébastien Loeb   | Citroën Xsara WRC          |
| 2007.         | Mikko Hirvonen   | Ford Focus RS WRC '07      |
| 2008.         | Mikko Hirvonen   | Ford Focus RS WRC '08      |
| 2009.         | Nije održan      | Nije održan                |
| 2010.         | Sébastien Ogier  | Citroën C4 WRC             |
| 2011. ⋮ 2021. | Nije održan      | Nije održan                |
| 2022.         | Thierry Neuville | Hyundai i20 N Rally1       |
| 2023.         | Elfyn Evans      | Toyota GR Yaris Rally1     |
| 2024.         | Elfyn Evans      | Toyota GR Yaris Rally1     |

| Pobjede | Vozač          | Pobjednička godina |
| ------- | -------------- | ------------------ |
| 2       | Mikko Hirvonen | 2007., 2008.       |
| 2       | Elfyn Evans    | 2023., 2024.       |

| Pobjede | Proizvođač | Pobjednička godina |
| ------- | ---------- | ------------------ |
| 2       | Citroën    | 2006., 2010.       |
| 2       | Ford       | 2007., 2008.       |
| 2       | Toyota     | 2023., 2024.       |